# Olimpionik
Olimpionik je dobitnik zlate olimpijske medalje.

## Slovenski olimpioniki
- Leon Štukelj (1924: mnogoboj in drog, 1928: krogi)
- Miro Cerar (1964 in 1968: konj z ročaji)
- Alenka Cuderman (1984: rokomet)
- Rolando Pušnik (1984: rokomet)
- Iztok Čop (2000: dvojni dvojec)
- Rajmond Debevec (2000: 50 m trije položaji)
- Luka Špik (2000: dvojni dvojec)
- Primož Kozmus (2008: met kladiva)
- Urška Žolnir (2012: judo – ženske do 63 kg)
- Tina Maze (2014: smuk, veleslalom)
- Tina Trstenjak (2016: judo – ženske do 63 kg)
- Benjamin Savšek (2020: kajak – slalom na divjih vodah)
- Primož Roglič (2020: kolesarstvo – vožnja na čas)
- Janja Garnbret (2020: športno plezanje)